# Honda Accord (3. generation)
Honda Accord er en stor mellemklassebil fra firmaet Honda. Denne artikel omhandler den tredje modelgeneration, som blev produceret mellem november 1985 og december 1989.
Med dette modelskifte ændrede Honda modelfilosofien, så den klassiske sedan nu var i centrum. For første gang kunne Accord nu også leveres som sportsstationcar kaldet Aerodeck. Senere tilkom en coupé, mens hatchbacken var forbeholdt Nordamerika. Ved designet af denne modelserie deltog designfirmaet Pininfarina.

## Karrosserivarianter

### Sedan
For første gang i firmaets historie gik Honda med denne generation af Accord så vidt med regionaliseringen af deres modeller, at der i Europa blev markedsført en model, som optisk adskilte sig fra modellerne til resten af verden: Sedanen havde fra starten fastsiddende forlygter for at fremtone slægtskabet med Civic. Sportsstationcaren havde "soveøjne"-klapforlygter, som fremtonede slægtskabet med Prelude.
Dog kørte de nyudviklede 1,6- og 2,0-litersmotorer med 3-ventilteknik mere råt end hos forgængeren. Begge motorer kunne kombineres med enten femtrins manuel gearkasse eller firetrins automatgear.
I efteråret 1987 udvidede Honda det europæiske motorprogram med en 2,0-liters DOHC 16V-motor, som fra starten havde kunnet leveres i Japan. Denne motor fandtes dog kun med manuelt gear.
Fra 1987 blev den europæiske version også markedsført i Japan under navnet Accord type CA. På det japanske marked fandtes der også en søstermodel til Accord sedan med klapforlygter, Vigor, med mere udstyr.

### Hatchback
I Nordamerika ville Honda også efter modelskiftet i år 1986 traditionen tro tilbyde en hatchbackudgave af Accord. Ligesom sedanen, som modellen delte platform med, var også Accord Hatchback større, komfortablere og stærkere i motoren, så derfor fandtes den kun med 2,0-liters SOHC-motoren med 3-ventilteknik fra den europæiske Accord − i Canada dog kun med karburator. På trods af dette gjaldt hatchbackversionen her − ligesom Aerodeck i Europa − som den sportslige model af den nye Accord-generation. Motoren kunne kombineres med enten femtrins manuel gearkasse eller firetrins automatgear.

### Coupé
På basis af den tredørs hatchback udviklede Honda of America Mfg. en konventionelt designet todørs coupé, som fra 1988 blev solgt i Nordamerika og Japan. Bilen var udviklet og bygget eksklusivt i USA og var den første Honda-model, som blev importeret fra USA til Japan. Den eneste motorvariant var i Japan 2,0 SOHC-motoren med benzinindsprøjtning. I Nordamerika kunne den samme motor også leveres med karburator og tilsvarende lavere effekt. I Japan kunne modellen kun leveres med femtrins manuel gearkasse, hvor den i Nordamerika også kunne leveres med firetrins automatgear.

### Aerodeck
Sammen med sedanen kom der i november 1985 en tredørs sportsstationcar på markedet: Accord Aerodeck. Navnet skulle hentyde til den i taget hængslede bagklap.
Karrosseriformen mindede om hatchbacken i den tredje Civic-generation, selv om målene var større end Civic. Også bagklappens størrelse var ikke nu. Den ligeledes til tredje Civic-generation hørende Shuttle havde ligeledes dette stilelement. Selv om pladsen som følge af det forlængede tag var større end i sedanversionen, kunne Aerodeck ikke regnes som rigtig stationcar. Dertil var bagoverhænget i forhold til sedanen for kort (ca. 200 mm kortere). Aerodeck blev ikke markedsført i Nordamerika, hvor der i stedet fandtes en tredørs hatchback. I Europa fandtes Accord Aerodeck med begge 2,0-litersmotorerne, hvor den andre steder også fandtes med 1,8-motor. I Europa gjaldt den som modelprogrammets sportslige variant. Ud over Prelude var Aerodeck den eneste model med klapforlygter i Hondas europæiske modelprogram.

## Modeller
| Modelkode | Variant(er)      | Slagvolume | kW (hk)   | Salgsland          | Bemærkning(er)                   | Byggeår     |
| --------- | ---------------- | ---------- | --------- | ------------------ | -------------------------------- | ----------- |
| BA        | Sedan, hatchback | 1955 cm³   | 73 (99)   | Canada, USA        | BS                               | 1985 − 1986 |
| BA        | Sedan, hatchback | 1955 cm³   | 81 (110)  | Canada, USA        | BT PGM-FI                        | 1985 − 1986 |
| CA1       | Sedan, Aerodeck  | 1830 cm³   | 80 (109)  | Japan, Europa      | A18A                             | 1985 − 1989 |
| CA2       | Sedan, Aerodeck  | 1834 cm³   | 97 (132)  | Japan              | B18A DOHC                        | 1985 − 1989 |
| CA3       | Sedan, Aerodeck  | 1958 cm³   | 118 (160) | Japan              | B20A PGM-FI                      | 1985 − 1989 |
| CA4       | Sedan            | 1598 cm³   | 65 (88)   | Europa             | A16A                             | 1985 − 1989 |
| CA5       | Sedan, Aerodeck  | 1955 cm³   | 75 (102)  | Europa, Japan, USA | A20A med katalysator             | 1986 − 1989 |
| CA5       | Sedan, Aerodeck  | 1955 cm³   | 78 (106)  | Europa, Japan, USA | A20A                             | 1986 − 1989 |
| CA5       | Sedan            | 1955 cm³   | 81 (110)  | Europa, Japan, USA | A20A PGM-FI                      | 1986 − 1989 |
| CA5       | Sedan, Aerodeck  | 1955 cm³   | 85 (115)  | Europa, Japan, USA | A20A PGM-FI med katalysator      | 1986 − 1989 |
| CA5       | Sedan, Aerodeck  | 1955 cm³   | 90 (122)  | Europa, Japan, USA | A20A PGM-FI                      | 1986 − 1989 |
| CA5       | Hatchback        | 1955 cm³   | 72 (98)   | Canada, USA        | A20A                             | 1986 − 1989 |
| CA5       | Hatchback        | 1955 cm³   | 81 (110)  | Canada, USA        | A20A PGM-FI                      | 1986 − 1989 |
| CA5       | Sedan, Aerodeck  | 1958 cm³   | 98 (133)  | Europa, Japan, USA | B20A DOHC PGM-FI med katalysator | 1987 − 1989 |
| CA5       | Sedan, Aerodeck  | 1958 cm³   | 101 (137) | Europa, Japan, USA | B20A DOHC PGM-FI                 | 1987 − 1989 |
| CA5       | Sedan            | 1955 cm³   | 90 (122)  | Europa, Japan, USA | A20A PGM-FI                      | 1988 − 1989 |
| CA5       | Hatchback        | 1955 cm³   | 90 (122)  | Canada, USA        | A20A PGM-FI                      | 1988 − 1989 |
| CA6       | Coupé            | 1955 cm³   | 72 (98)   | Canada, Japan, USA | A20A                             | 1988 − 1989 |
| CA6       | Coupé            | 1955 cm³   | 88 (120)  | Canada, Japan, USA | A20A PGM-FI                      | 1988 − 1989 |

## Sikkerhed
Det svenske forsikringsselskab Folksam vurderer flere forskellige bilmodeller ud fra oplysninger fra virkelige ulykker, hvorved risikoen for død eller invaliditet i tilfælde af en ulykke måles. I rapporterne Hur säker är bilen? er/var Accord i årgangene 1986 til 1993 klassificeret som følger:
- 1999: Mindst 20% bedre end middelbilen[2]
- 2001: Mindst 20% bedre end middelbilen[3]
- 2003: Mindst 15% bedre end middelbilen[4]
- 2005: Mindst 15% bedre end middelbilen[5]
- 2007: Mindst 20% bedre end middelbilen[6]
- 2009: Mindst 20% bedre end middelbilen[7]
- 2011: Som middelbilen[8]
- 2013: Mindst 40% dårligere end middelbilen[9]
- 2015: Mindst 40% dårligere end middelbilen[10]